# Hyporthodus
Genre
Hyporthodus est un genre de poissons marins de la famille des Serranidae. Ces poissons, de taille facilement imposante, sont souvent appelés « mérous ».

## Liste des espèces
Selon World Register of Marine Species (30 juin 2019) et l'INPN :

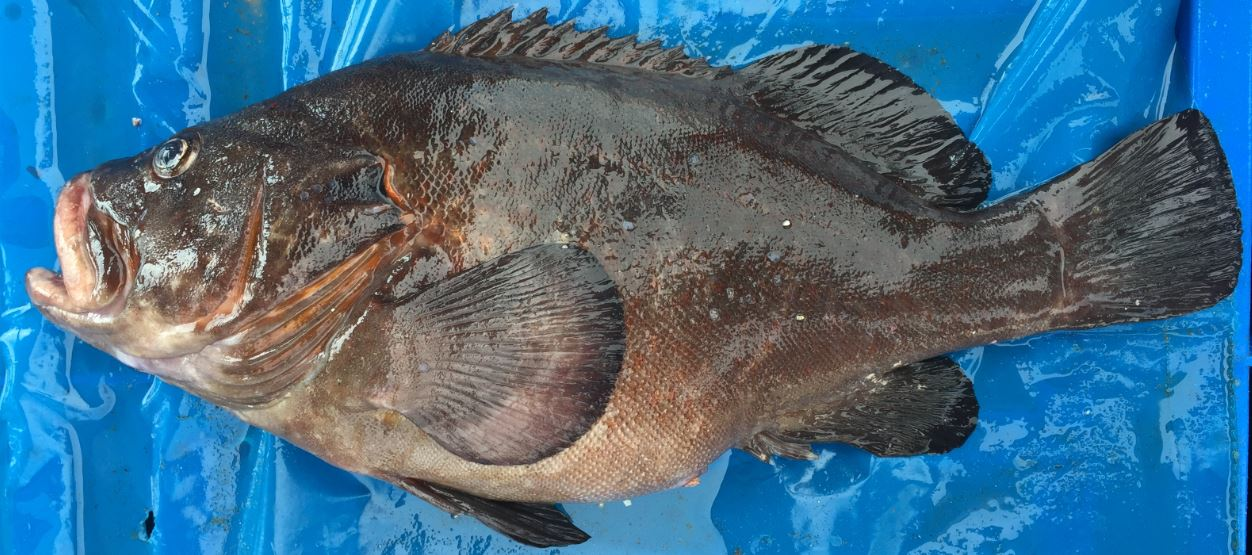
Hyporthodus acanthistius

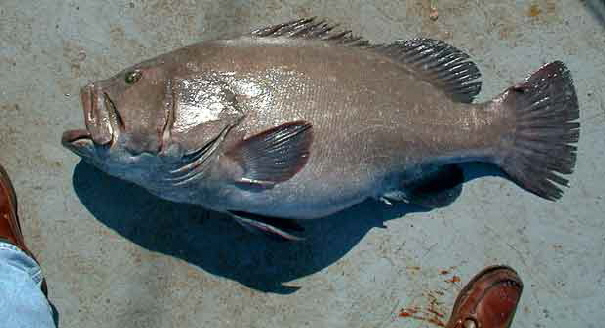
Hyporthodus nigritus

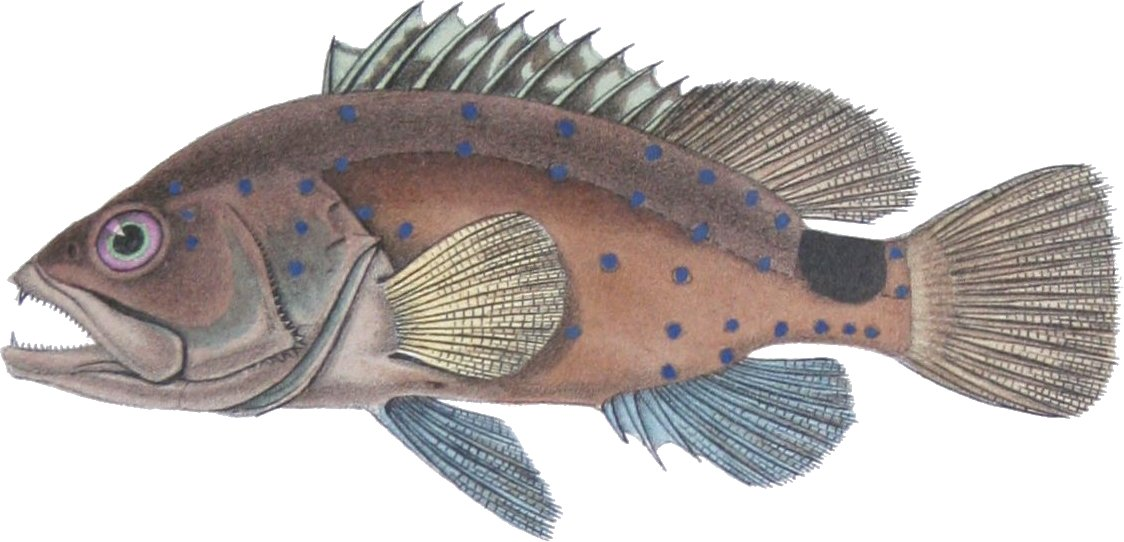
Hyporthodus niveatus

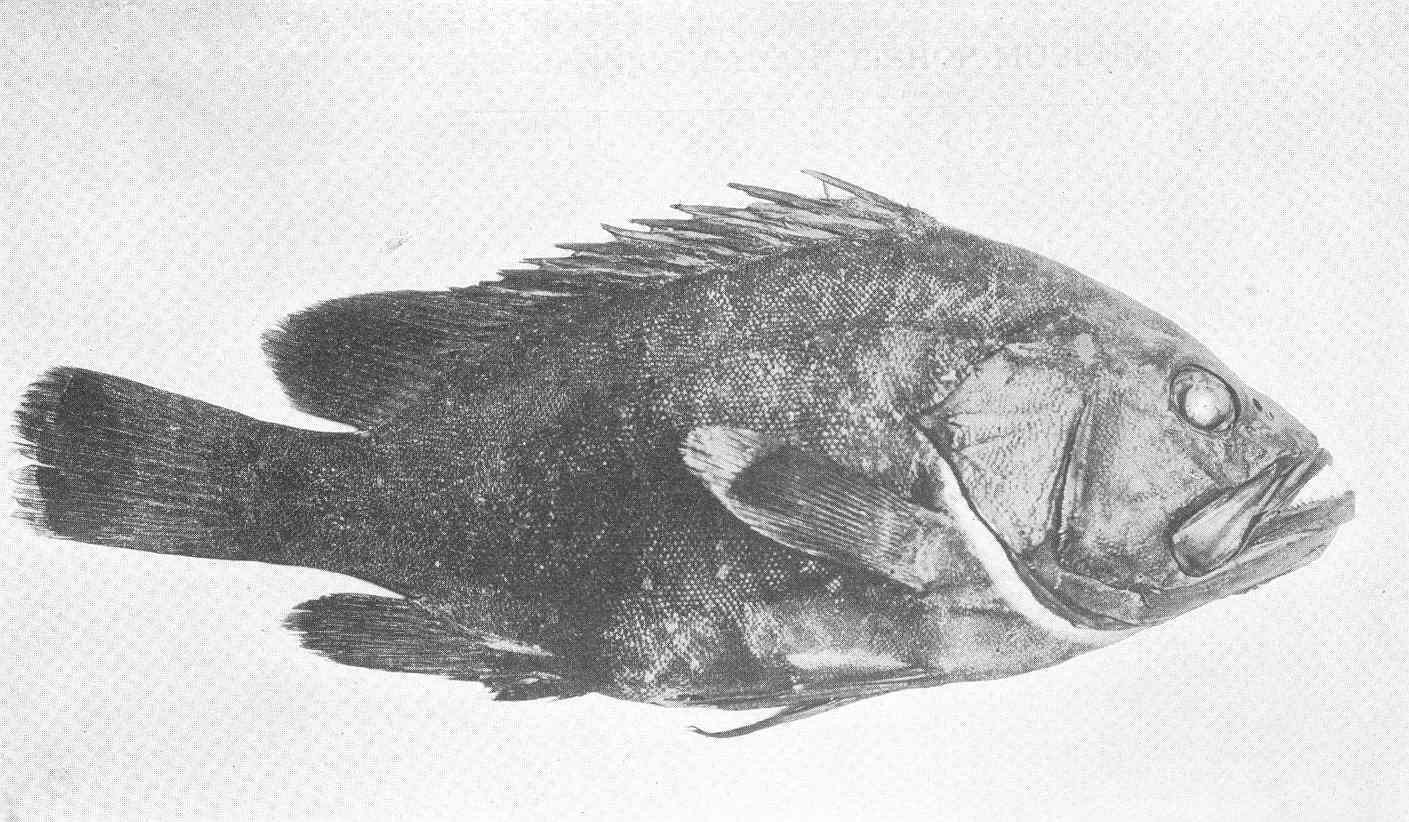
Hyporthodus quernus

- Hyporthodus acanthistius (Gilbert, 1892)
- Hyporthodus darwinensis (Randall & Heemstra, 1991)
- Hyporthodus ergastularius (Whitley, 1930)
- Hyporthodus exsul (Fowler, 1944)
- Hyporthodus flavicauda Gill, 1861
- Hyporthodus flavolimbatus (Poey, 1865) - Mérou aile jaune
- Hyporthodus haifensis (Ben-Tuvia, 1953)
- Hyporthodus mystacinus (Poey, 1852) - Mérou
- Hyporthodus nigritus (Holbrook, 1855) - Mérou Varsovie, Mérou polonais
- Hyporthodus niphobles (Gilbert & Starks, 1897)
- Hyporthodus niveatus (Valenciennes, 1828) - Mérou neige
- Hyporthodus octofasciatus (Griffin, 1926) - Mérou huit raies
- Hyporthodus perplexus (Randall, Hoese & Last, 1991)
- Hyporthodus quernus (Seale, 1901)
- Hyporthodus septemfasciatus (Thunberg, 1793) - Mérou bagnard